# Parque Municipal Danilo Galafassi
O Parque Municipal Danilo Galafassi, também conhecido como Zoológico Municipal, é um espaço público de conservação ambiental do município paranaense de Cascavel, no Brasil.
Foi inaugurado em 23 de julho de 1976, tendo como objetivo a preservação de espécies da flora e fauna local, bem como algumas nascentes do rio Cascavel.
Com entrada gratuita, recebe anualmente cerca de 300 mil visitantes.

## Estrutura
Com a finalidade de servir a cidade com uma área de lazer, bem como auxiliar os órgãos de tratamento e reabilitação de animais silvestres, em 12 de dezembro de 1978 foi inaugurado um jardim zoológico no local. Ocupa uma área aproximada de 18 hectares, contígua ao Lago Municipal.
Conta com animais silvestres do Brasil, incluindo aves, répteis e mamíferos. Entre os felinos, leões e tigres são as únicas espécies exóticas. Os ambientes estão distribuídos entre a vegetação nativa. Há também pequenos animais, principalmente mamíferos e aves, livres no interior do parque.
O local passou por uma remodelação e ganhou novas trilhas, novo serpentário e novos recintos para aves, felinos e símios. Existem trilhas para caminhada junto à mata nativa, áreas para piquenique, churrasqueiras, playground e estacionamento.
O parque é aberto de terça à domingo, não é cobrado ingresso, mas o acesso se dá com agendamento.

## Acervo
O acervo global do zoológico ultrapassa trezentos espécimes, representados por 37 espécies de aves, 23 espécies de mamíferos, 8 espécies de répteis. Há também alguns animais ameaçados de  extinção como Macaco-Aranha, Onça-Pintada, Papagaio-de-peito-roxo.

## Museu de História Natural

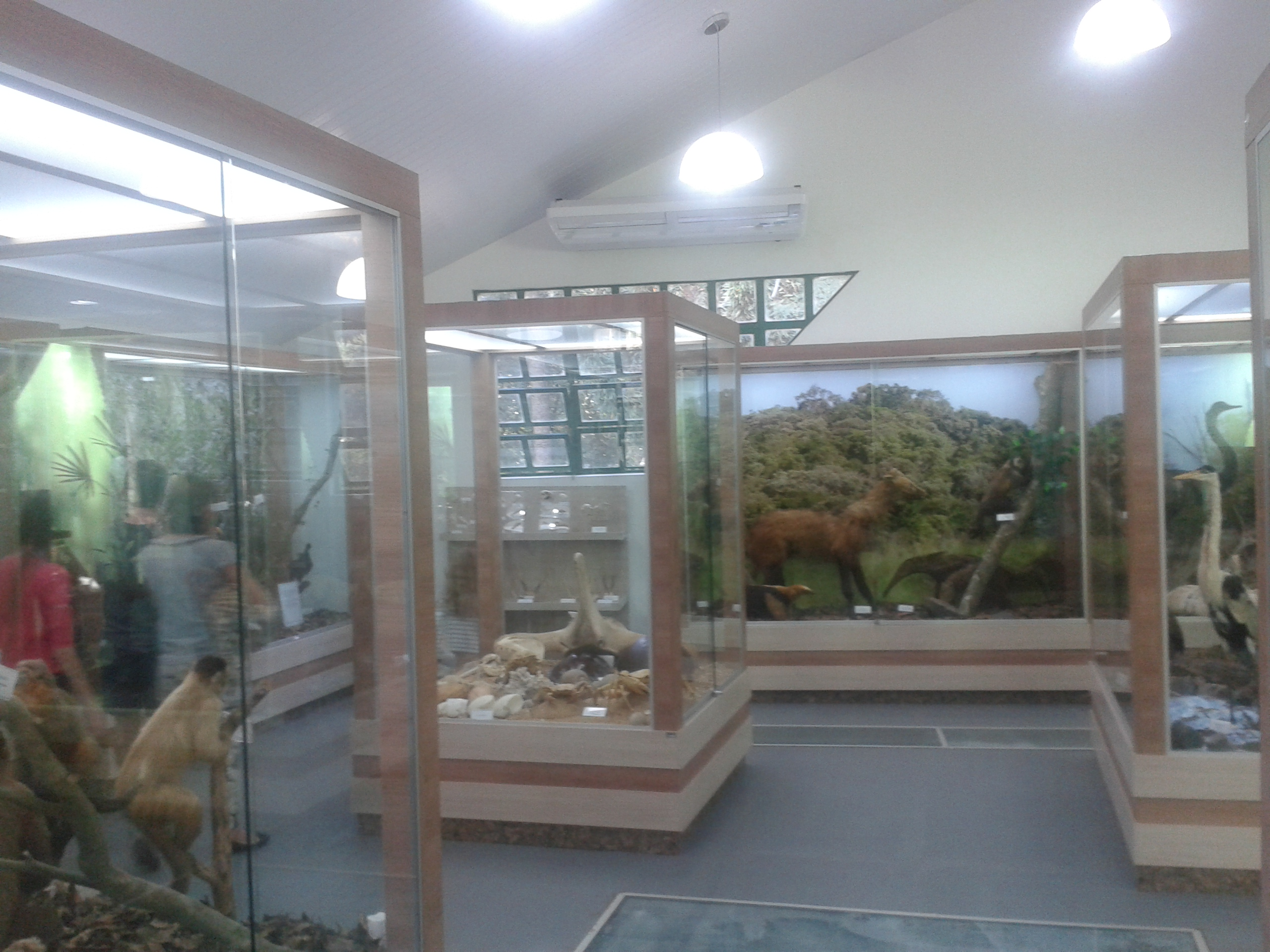
Museu de História Natural

Museu de História Natural – Centro de Educação Ambiental Gralha Azul - localizado no interior do Zoológico, possui 548 peças, entre animais taxidermizados, rochas, cristais, ossadas, fósseis e outras curiosidades.
Conta também com um auditório com 50 lugares para aulas e palestras, filmes, slides e vídeo sobre educação ambiental. 
Em 2015 passou por uma total reformulação, quando ganhou ambientes próprios e climatizados para a exposição e conservação do acervo.

## Imagens

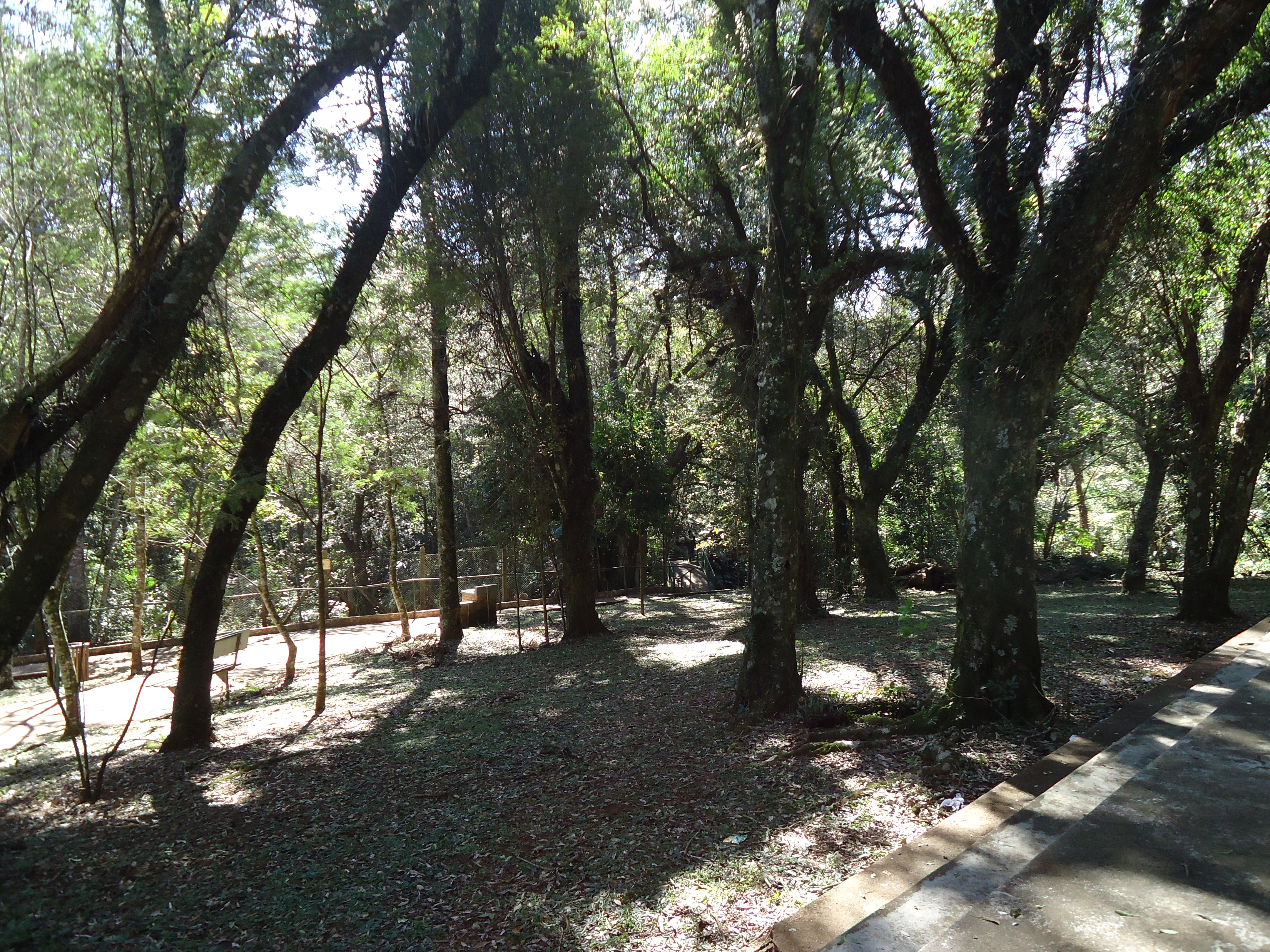
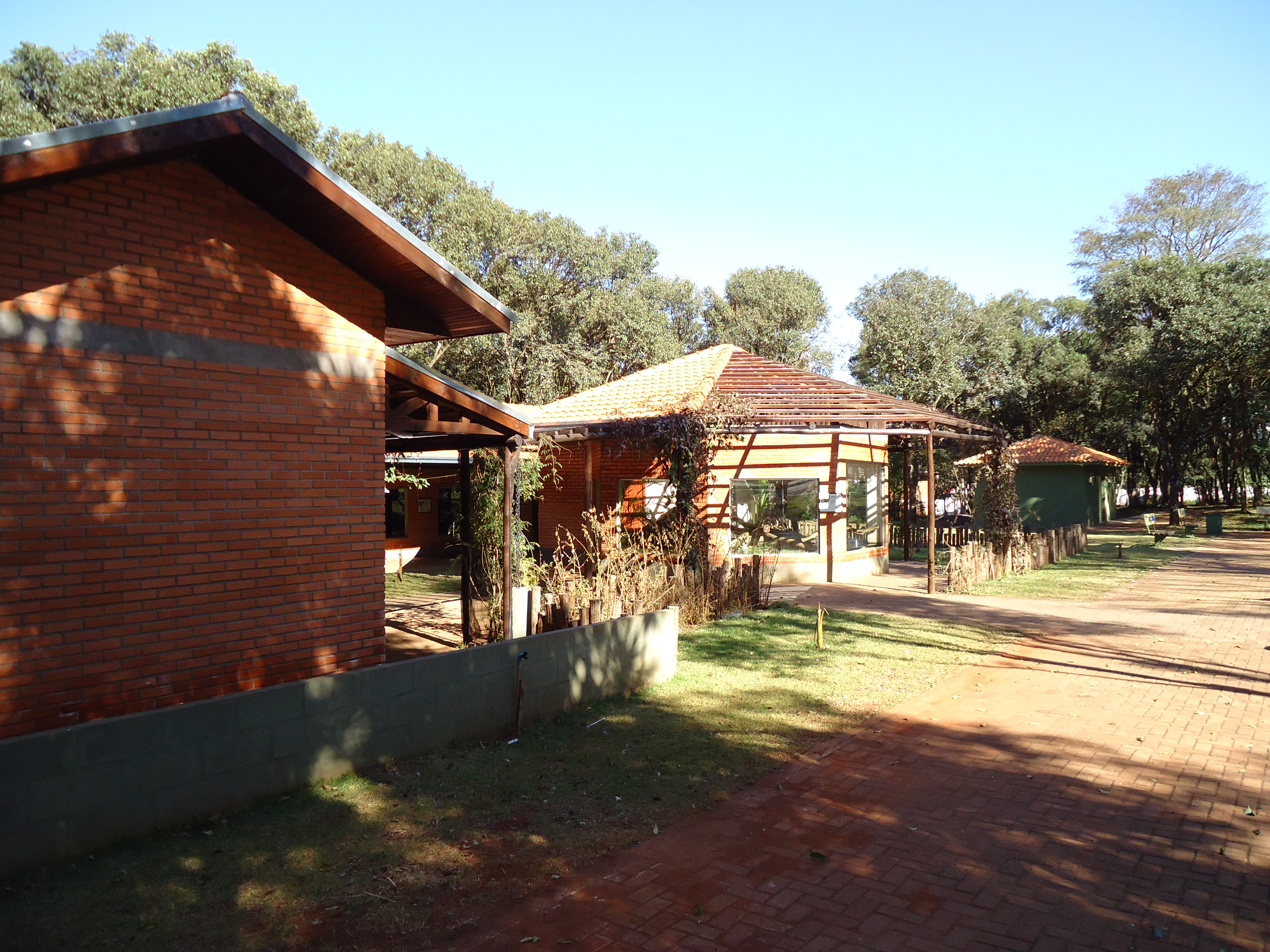
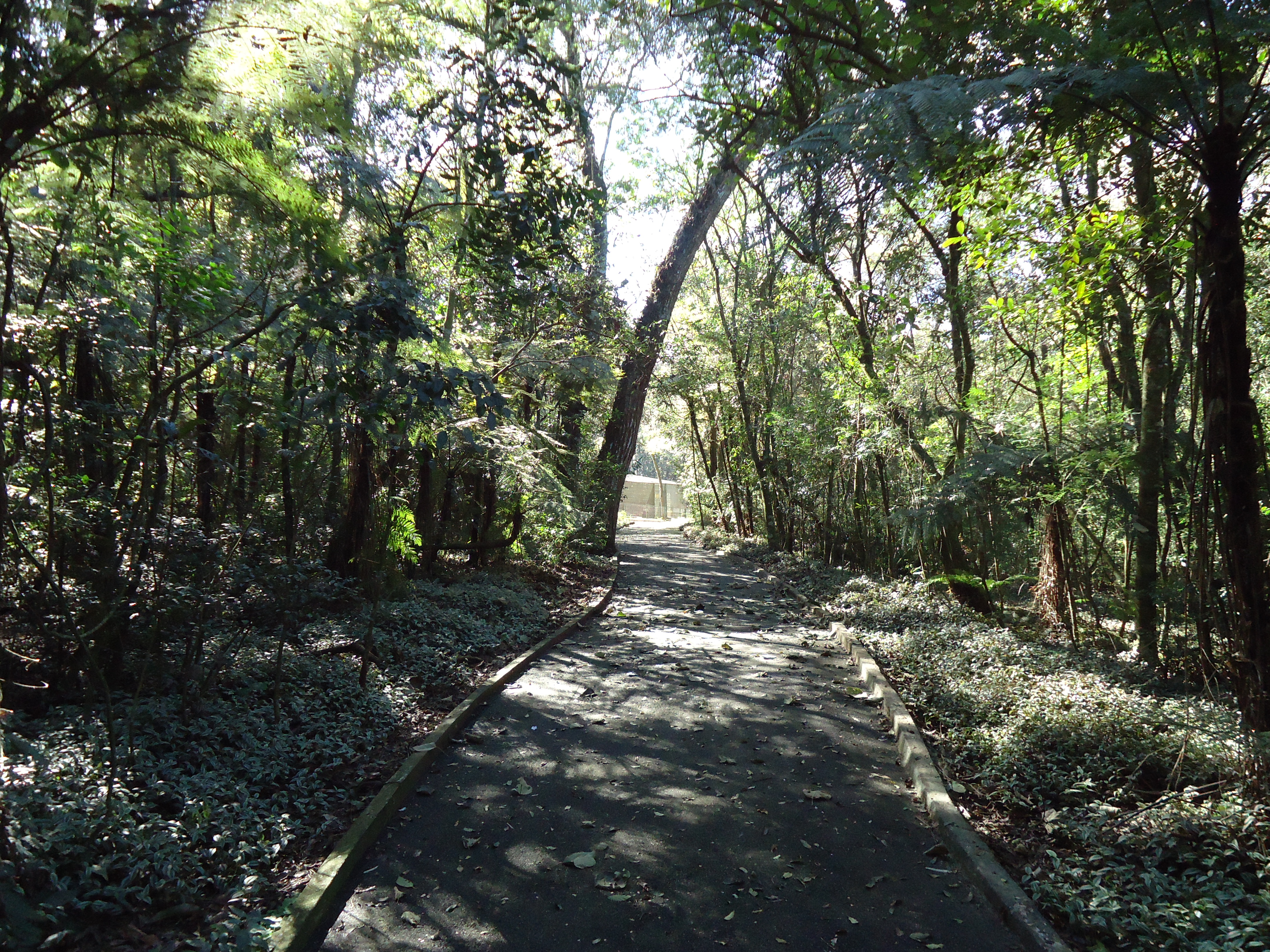
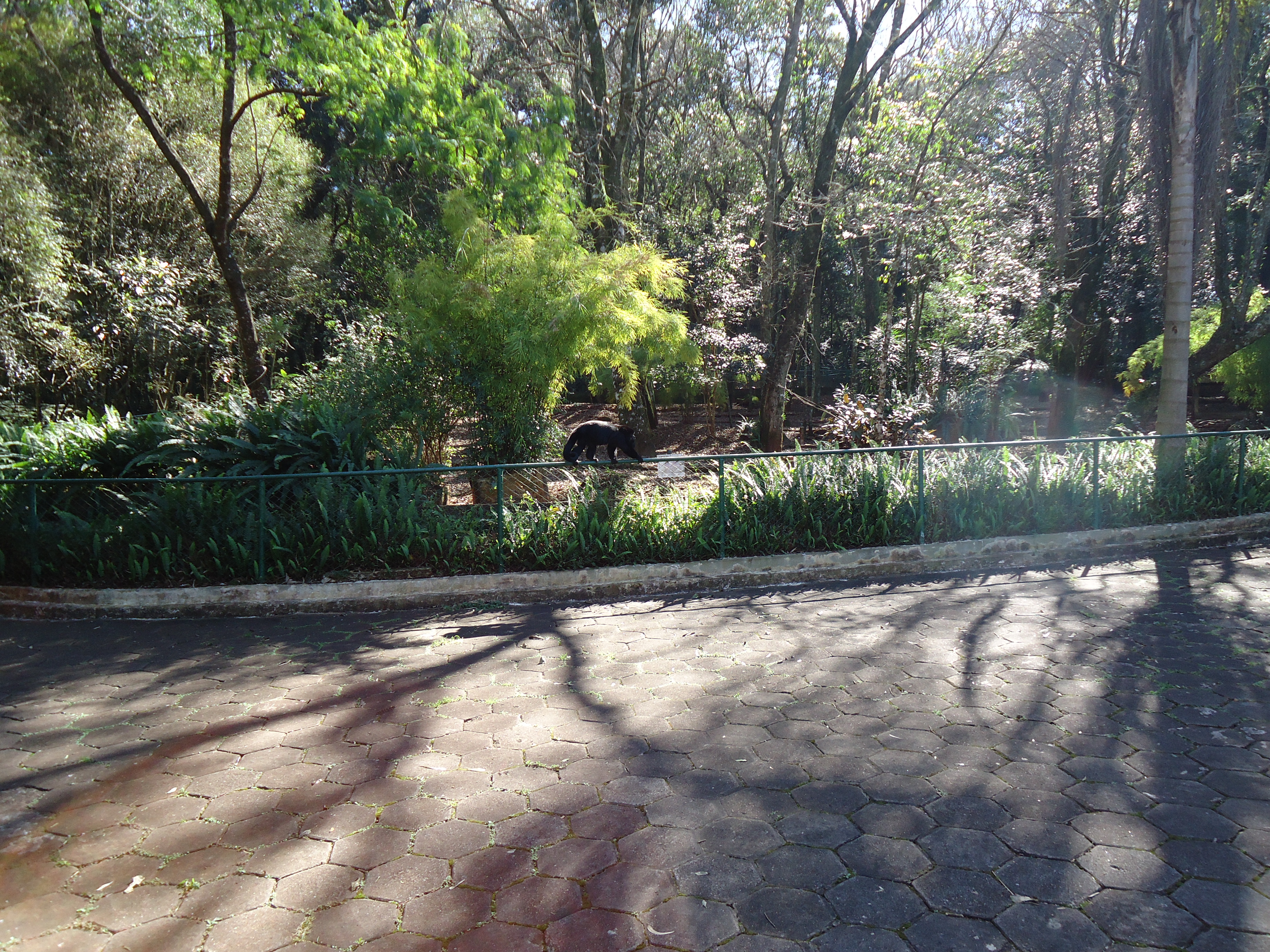
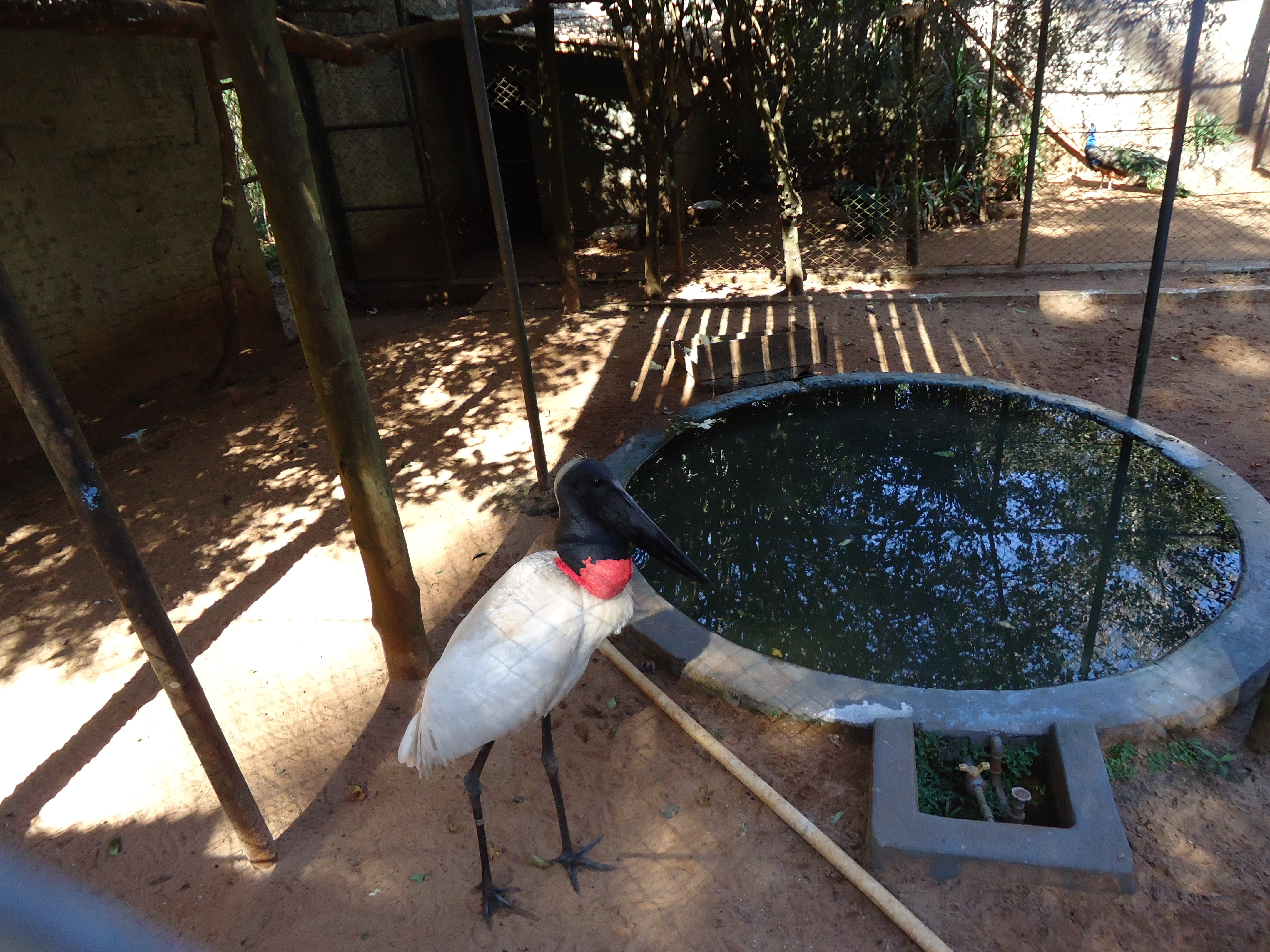
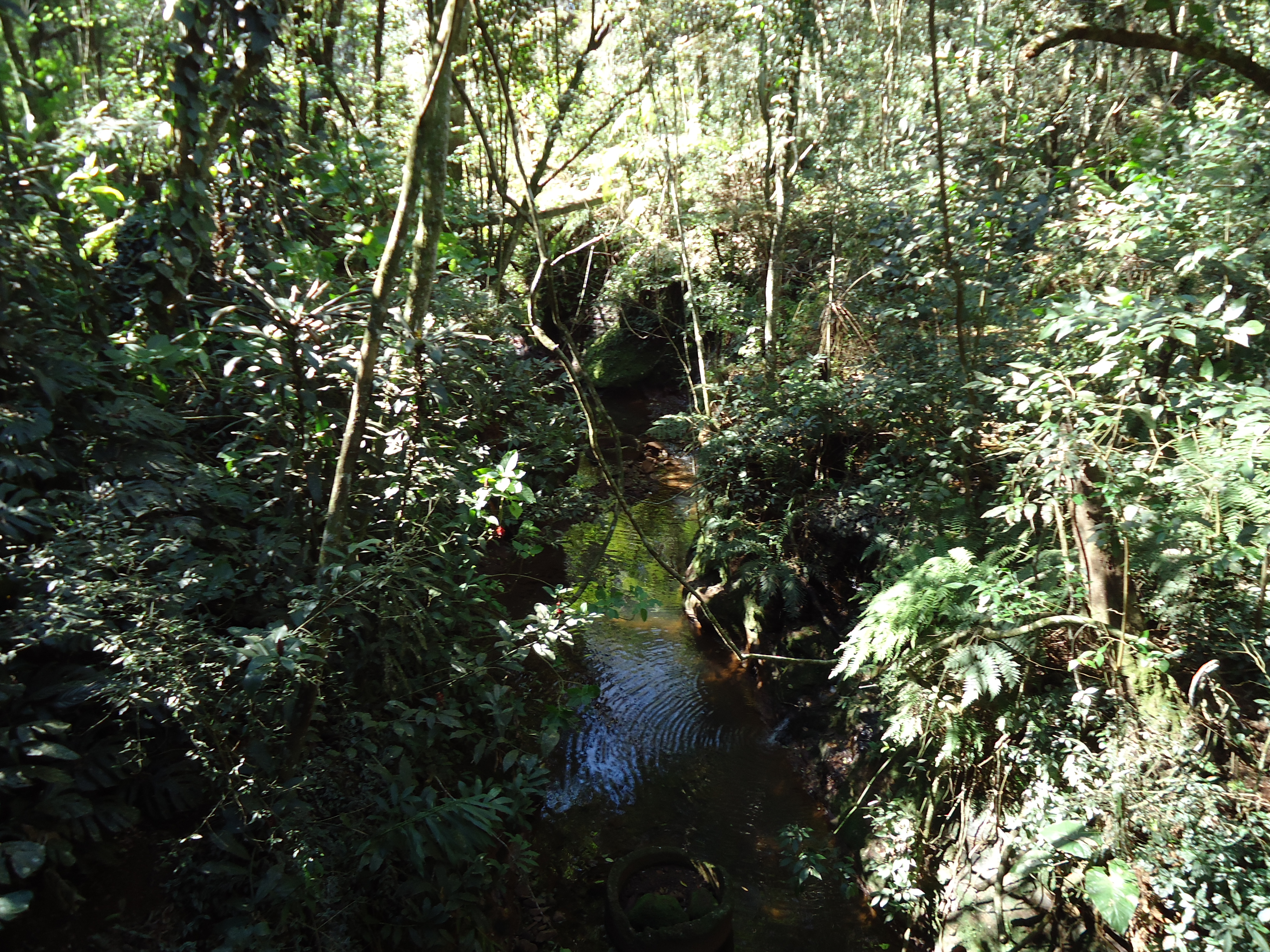